# Léčivo
Léčivo je léčivá látka, směs léčivých látek nebo léčivý přípravek. Je určena k podání lidem nebo zvířatům.

## Definice
V České republice zákon o léčivech (č. 378/2007 Sb.) definuje léčivé látky a léčivé přípravky, pro které pak používá souhrnný pojem léčiva.

### Farmakologie
Farmakologie je věda, která zkoumá účinky léků na živý organismus.

### Léčivý přípravek
Léčivým přípravkem se rozumí „látka nebo kombinace látek, kterou lze použít u lidí či zvířat nebo podat lidem či zvířatům, a to za účelem obnovy, úpravy nebo ovlivnění jejich fyziologických funkcí prostřednictvím farmakologického, imunologického nebo metabolického účinku, za účelem stanovení lékařské diagnózy.“ Za léčivý přípravek se rovněž považuje látka nebo kombinace látek prezentovaná s tím, že má léčebné nebo preventivní vlastnosti v případě onemocnění lidí nebo zvířat.“

#### Léčivý přípravek pro moderní terapie
Podle směrnice ES se za léčivý přípravek pro moderní terapii považuje též přípravek pro somatobuněčnou anebo genovou terapii a přípravek tkáňového inženýrství. Podmínkou zařazení do těchto skupin je úprava buňky anebo tkáně a fakt, že slouží k obnově, opravě nebo nahrazení tkáně.. U moderních terapií musí u vkládané tkáně dojít buď k zásadní manipulací k cílené změně její struktury anebo musí plnit u použití u příjemce jinou základní funkci než u dárce (může jít o stejnou osobu). Demonstrativní výčet tzv. nezásadních manipulací obsahuje příloha č. 1 k Nařízení ES (řezání, rozmělňování, tvarování, odstřeďování, lyofilizace, zmrazení, kryokonzervace, vitrifikace atd.).
Konkrétně léčivým přípravkem jsou humánní a veterinární léčivé přípravky, imunologické a autogenní (z patogenů nebo antigenů získaných výhradně od tohoto pacienta nebo zvířete), radiofarmaka, průmyslově vyráběné krevní deriváty, transfuze (krom kmenových buněk), přípravky pro tzv. moderní terapie genovou, somatobuněčnou terapii a přípravek tkáňové inženýrství.
Léčivé přípravky se rozdělují na:
- hromadně vyráběné (speciality) léčivé přípravky (HVLP), tedy vyráběné průmyslově ve velkých množstvích, pod zvláštním názvem a ve zvláštním obalu
- individuálně připravované (magistrality) léčivé přípravky (IPLP), tedy připravované v lékárnách na základě lékařského předpisu.

Za léčiva se nepovažují potraviny a krmiva, kosmetické přípravky, přípravky na ochranu rostlin, laboratorní diagnostika, dezinfekční a dezinsekční přípravky (pokud nejsou určeny k ošetření lidského nebo zvířecího organismu, ale např. k čištění předmětů apod.).

Uvedené výrobky nesmějí být označeny léčebnou indikací.

Strukturní vzorec léčivé látky (diazepamu)

### Léčivá látka
Léčivá látka je surovina pro výrobu léčivých přípravků a léků. Jejich účinek je zpravidla farmakologický, imunologický nebo spočívá v ovlivnění metabolismu.“ Tyto látky mohou být původu lidského (např. lidská krev a její složky), živočišného, rostlinného nebo chemického.
Léčivými látkami jsou nejčastěji čisté chemické substance s přesně definovanou strukturou (chemická individua), ale mohou jimi být i složité směsi různých látek, jejichž struktura nemusí být zcela přesně vymezena. To mohou být například předepsaným způsobem upravené suroviny přírodního původu (sušené části rostlin, silice, výtažky atd.), které odborně označujeme jako drogy. Použití tohoto pojmu ve farmacii (v původním významu „léčivo, lék“) je třeba rozlišit od jeho laického použití jako označení pro návykovou látku. V některých případech se oba významy mohou překrývat, např. opium je léčivou látkou i zneužívanou návykovou látkou.
Ve stejném významu jako „léčivá látka“ se někdy používá označení „aktivní farmaceutická substance“, API (z angl. Active Pharmaceutical Ingredient).

### Léková forma

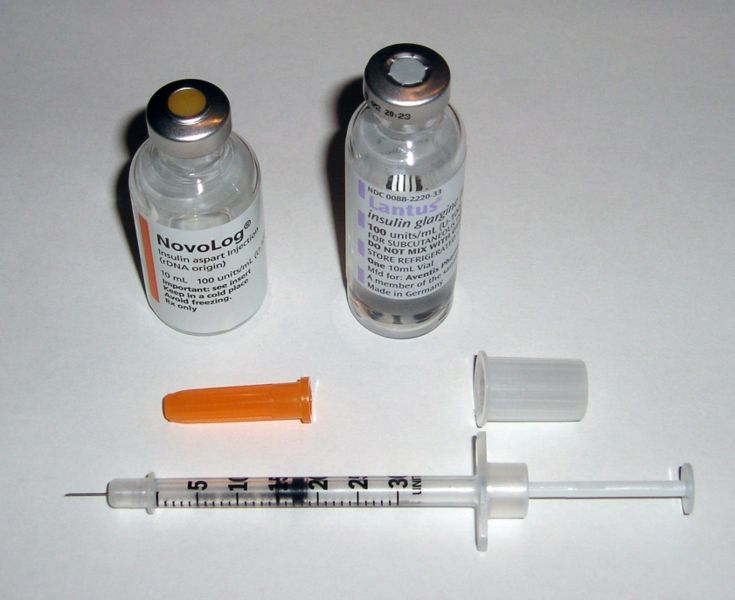
Inzulin v injekční lékové formě

Z definic tedy vyplývá, že léky hromadně vyráběné farmaceutickým průmyslem se nazývají - speciality nebo léky vyrobené v lékárně jsou magistrality. Jsou to jednak léčivé látky, které jsou nositeli vlastního léčebného účinku. Protože samotnou léčivou látku z praktických důvodů obvykle podávat pacientovi nelze, je třeba ji zapracovat do léčivého přípravku. To se děje přidáním různého množství pomocných látek, které obvykle tvoří větší část přípravku, a následným technologickým procesem, z něhož vzejde hotový výrobek, který je nakonec naplněn do obalu a připraven k podání pacientovi. Léčivý přípravek může mít nejrůznější podobu (např. tablety, kapky, čípky , injekce, masti atd.), která vychází z toho, jakým způsobem bude přípravek užíván. Konečná podoba léčivého přípravku se označuje jako léková forma. Léková forma se dělí na tuhé, polotuhé a tekuté formy léků. 

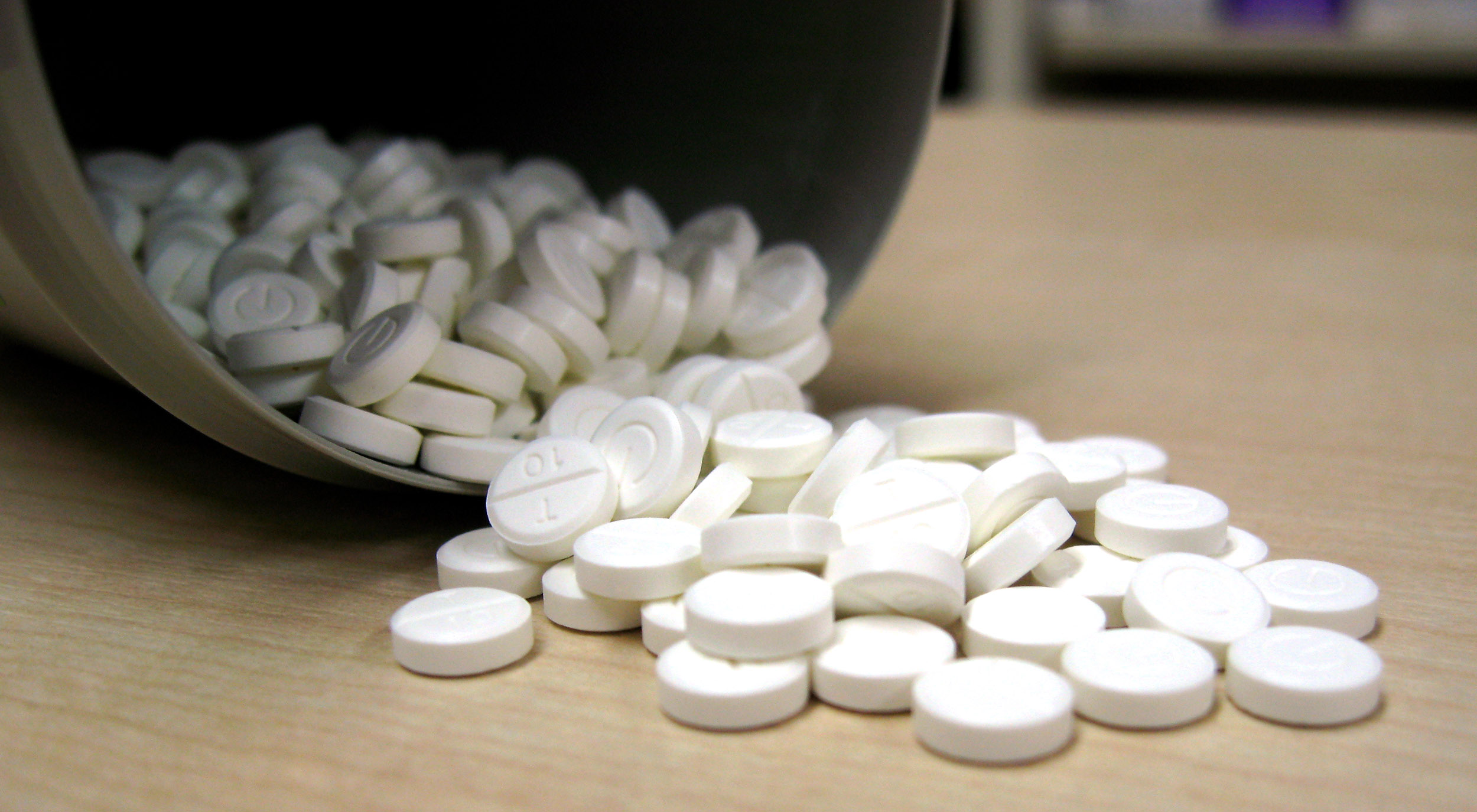
Léčivo ve formě tablet

### Lék
Lék je léčivo upravené do definitivní podoby, v jaké se používá a podává pacientovi (člověku nebo zvířeti).
Máme-li tedy léčivý přípravek o určité lékové formě, je připraven ke svému zamýšlenému použití. Pokud je podán správným způsobem, jak je zamýšleno výrobcem, stává se v tomto okamžiku lékem. Tento pojem definuje farmakologie, lékařská disciplína zabývající se léky. Na rozdíl od pojmů „léčivo“, „léčivá látka“ a „léčivý přípravek“ není pojem „lék“ v českém právním řádu zakotven. Definice může znít například takto:
„Léky jsou léčivé látky a léčivé přípravky upravené do vhodné formy a podávané cíleně pouze k účelu“.
Překročená expirace (datum použitelnosti) však často nemusí znamenat konec účinnosti léčivých přípravků, ale u některých je zásadní pro zdraví.
Poznámky:
Uvedené pojmy „lék, léčivo, léčivý přípravek“ jsou takto používány v odborné praxi v českém jazykovém prostředí. V zahraniční literatuře může být jiná praxe, což někdy působí potíže při překládání.
„Lék“ je ve Slovníku spisovné češtiny definován jako „léčivý přípravek“, což přibližně odpovídá laickému chápání tohoto slova.

## Historie
Léky používali už neandrtálci a i samotná zvířata používají vlastní léky. Lidé již v daleké historii objevili metodou pokus-omyl (empiricky), že některé rostliny (nebo i části živočichů, například výměšky) mohou léčit různá poranění a nemoci, a jiné naopak mohou způsobovat nevolnost, smrt či halucinace. Dříve lék připravovali mágové a později šlo o chrámové léčitelství spojené s vírou. 
V dřívějších dobách byl pro antiseptické či antibiotické vlastnosti za lék považován i například tehdy vzácný cukr (ve formě medu či z cukrové třtiny), alkohol či koření (například skořice, tymián). Dále také čaj, káva, čokoláda a další potraviny. Tato etapa, kdy byly využívány pouze přírodní materiály, trvala v Evropě až do 16. století, a léčiva používaná v tomto období se nazývají léčiva první generace. V období renesance se zkoumáním léčiv zabývala alchymie. 
Na přelomu 18. a 19. století došlo k pokroku v experimentální chemii, což umožnilo izolaci mnoha organických látek. První významné léčivo jako takové bylo morfium (morfin), alkaloid opia izolovaný z makovic. Ve velké míře se začalo používat na samém začátku 19. století, a v malém množství se používá i dnes (například v sirupech proti kašli). Dále o pár let později byly izolovány látky chinin, kofein, nikotin atd., a vzápětí se objevila i první organická léčiva, jejichž struktura neměla v přírodě obdoby (například inhalační anestetika). Na samém konci 19. století byl také objeven aspirin (kyselina acetylsalicylová), derivát kyseliny salicylové izolované z vrbové kůry. Kromě toho dalším důležitým mezníkem, který s léčivy zdánlivě nesouvisí, bylo sestavení injekční stříkačky.                                        
Po druhé světové válce byl svět zaplaven novými skupinami léků, jako byla psychofarmaka, antiastmatika, analgetika, protinádorové léky a antibiotika. Nejvýznamnějším byl penicilin, který sice nebyl prvním antibiotikem, ale byl výrazně méně toxický než jeho předchůdce, a stal se tedy velmi oblíbeným a rozšířeným léčivem. Největší rozkvět zaznamenala léčiva v polovině 20. století, kdy konkrétně v padesátých létech byly položeny základy farmakologie jako samostatné vědy. Vývoj léčiv se v této době (a vlastně v průběhu celého 20. století) také velmi zrychlil.                                  
V současnosti ve farmakologii a farmakoterapii dochází k nahrazování rizikových léků za léky selektivnější a účinnější. Zároveň také pokračuje vývoj nových léčiv pomocí moderních metod (např. biochemická diagnostika, Computational drug design atd.)  
Samotné slovo „lék“ pochází se severských jazyků. 

## Zákon vzniku léku
Léčiva (léčivé látky + léčivé přípravky) jsou tedy potenciálními léky, které se stávají v okamžiku, kdy jsou správným způsobem podány pacientovi. Výše uvedený postup je vyjádřen zákonem vzniku léku, který formuloval český odborník na historii farmacie Václav Rusek:
léčivá látka → léčivý přípravek → lék
Zákon vzniku léku říká, že na počátku jsou léčivé látky, které jsou za pomocí vhodného technologického procesu a pomocných látek upraveny do podoby léčivého přípravku. Léčivý přípravek je pak ve vhodný okamžik podán pacientovi a stává se lékem schopným ovlivnit zdravotní stav pacienta nebo může být použit k diagnostice onemocnění.
Poznámka: Rusek ve své původní práci používá termín „léčivo“ odlišně od současné právní definice, a to v užším významu „léčivá látka“.

## Klinické testy
Uvedení léku na trh předchází několikaletý výzkum a klinické hodnocení léčiva na základě studie účinnosti léčebné látky a testu vedlejších účinků. Náklady na vývoj a testy platí výrobce, ale někteří prosazují, aby nezávislé testy prováděl stát.

## Nežádoucí účinky
Vedlejší účinky jsou nepříznivou a nezamýšlenou odezvou organismu na lék. V USA na ně ročně zemře více než 100 tisíc lidí. (např. ve Francii je odhadováno 18 tisíc případů)

### Interakce
Jednou z forem nežádoucích účinků léků jsou interakce, tedy vzájemné působení léků, případně léků s jiným faktorem (složky potravin, doplňky stravy, kouření apod.). Lékové interakce mohou být žádoucí (využívají se např. v onkologické léčbě) i nežádoucí, kdy jeden lék nechtěně zvyšuje či snižuje účinnost druhého. Nejvýznamnější interakce se vyskytují na úrovni metabolického systému P450. Některé mohou pacienta ohrozit na životě.

#### Příklad
- Antibiotika z řad cyklinů působí jako inhibitory metabolizace některých léčiv, čímž uměle navyšují jejich hladinu v těle. V kombinaci např. s léky na ředění krve může dojít k vnitřnímu krvácení. Nebezpečná je také  kombinace se statiny, antidepresivy, antiepileptiky apod.

V České republice dojde kvůli lékovým interakcím odhadem k 3400 hospitalizacím a 230 úmrtím ročně. Nežádoucím interakcím lze předejít informováním lékaře či lékárníka o všech užívaných přípravcích. Interakce užívaných léků lze také zjistit prostřednictvím některých lékárenských poraden.

## Názvy léčiv

### Chemický název
Chemicky individuální léčiva mají systematické názvy, vytvořené dle zásad chemického názvosloví IUPAC. Může se také použít triviální název chemické látky, složky léčiva. Tento název není odvozen ze struktury či složení sloučeniny, kterou popisuje, ale bývá jednodušší. Použití triviálních názvů je také velmi rozšířené u látek přírodního původu.

### Generický název
Generické názvy se inspirovaly triviálními chemickými názvy. Byly vytvářeny výzkumnými týmy bez pevných pravidel, takže zde bylo riziko duplicit nebo různých názvů téže látky. Podle organizace WHO (světová zdravotnická organizace)

### INN název
Názvy INN jsou tzv. mezinárodní nechráněné názvy (z anglického International Nonproprietary Name). INN obvykle vytvářejí autoři těchto látek, aby se však zabránilo duplicitám, probíhá k novému názvu připomínkové řízení. Tyto triviální INN názvy jsou stanoveny v angličtině, latině, španělštině a francouzštině, v českých odborných textech se zpravidla používají v počeštěné podobě v souladu s Pravidly českého pravopisu.

### Obchodní název
Výrobní názvy léků jsou majetkem výrobce a obvykle se jejich tvorba řídí marketingovými pravidly. Jestliže látce vyprší patentová ochrana, mohou ji vyrábět i další firmy pod svými obchodními názvy.
Názvy léčivých a pomocných látek jsou látkovými jmény, píší se proto s malým počátečním písmenem. 
Názvy léčivých přípravků jsou vlastními jmény výrobků (dle § 88 Pravidel českého pravopisu), které přiděluje výrobce. Píší se tedy s velkým počátečním písmenem. Obvykle se jedná o chráněnou obchodní značku. Součástí názvu přípravku může být i mezinárodní nechráněný název.
Příklad
- Léčivá látka:

INN: diklofenak (česky), diclofenacum (latinsky), diclofenac (anglicky)
IUPAC: 2-[2-(2,6-dichloranilino)fenyl]octová kyselina (česky)
- Léčivé přípravky (některé): Diclofenac AL, Dicloreum, Dolmina, Flector, Myogit, Olfen, Voltaren aj.

Poznámka
V Pravidlech českého pravopisu je v poznámce § 66 uvedeno, že „některé druhy textů se při psaní počátečních písmen – i když mají jinak ráz plně spisovný – přesně neřídí obecnými pravidly, jak jsou uvedena zde, nýbrž mají jiné zvyklosti; např. ve farmaceutickém styku se názvy léků píšou s velkými počátečními písmeny“ Jak ovšem z výše uvedeného vyplývá, velká písmena se píší pouze u komerčních názvů léčivých přípravků, které jsou vlastními jmény plně v souladu s Pravidly.

## Klasifikace léčiv
Pro statistické zpracování byla vyvinuta hierarchická (pětistupňová) klasifikace ATC (Anatomicko Terapeuticko Chemická). Látky jsou tříděny podle orgánového systému, který ovlivňují, podle účinku na organizmus a podle hierarchie struktury.
V populárních článcích a učebnicích se často používá prosté třídění podle indikačních skupin nebo mechanismu účinku (antibiotika, antivirotika, antimykotika, antipyretika…). Příkladem může být článek Léčiva ovlivňující kašel.
Dělí se též na širokospektrá a úzkospektrá, podle spektra účinku, podle cesty podání i jinak.

## Formy léků
Léky mají tři formy: 
- pevné (např. tabletky, pilulky)
- polotuhé (např. čípky, pasty)
- tekuté (např. sirupy, suspenze)